# Désiré Tsarahazana

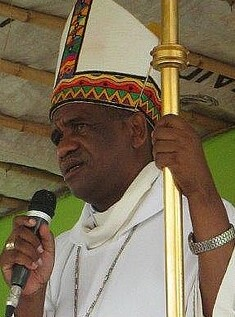
Erzbischof Désiré Tsarahazana (2021)

Kardinalswappen von Desiré Tsarahazana

Désiré Kardinal Tsarahazana (* 13. Juni 1954, nach anderer Quelle: 1955, in Amboangibe, nach anderer Quelle in Besahona Antindra [Sambava]) ist ein madagassischer Geistlicher und römisch-katholischer Erzbischof von Toamasina. Er war von 2012 bis November 2021 Präsident der Bischofskonferenz seines Landes.

## Leben
Désiré Tsarahazana studierte ab 1979 am Seminar von Antananarivo und empfing am 28. September 1986 die Priesterweihe. Er war in den 1990er-Jahren als Lehrer am Priesterseminar von Antsiranana tätig.
Papst Johannes Paul II. ernannte ihn am 30. Oktober 2000 mit der Errichtung des neuen Bistums zum ersten Bischof von Fenoarivo Atsinanana. Der Erzbischof von Antsiranana, Michel Malo IdP, spendete ihm am 18. Februar des nächsten Jahres die Bischofsweihe. Mitkonsekratoren waren Albert Joseph Tsiahoana, Alterzbischof von Antsiranana, und Erzbischof Bruno Musarò, Apostolischer Nuntius in Madagaskar, Mauritius, auf den Komoren und den Seychellen. 2006 wurde er Vizepräsident der Bischofskonferenz von Madagaskar. Papst Benedikt XVI. ernannte ihn am 24. November 2008 zum Bischof von Toamasina. Mit der Erhebung zum Erzbistum am 26. Februar 2010 wurde er zum Erzbischof von Toamasina ernannt. Im Jahr 2012 wurde Tsarahazana erstmals zum Präsidenten der madagassischen Bischofskonferenz gewählt, 2015 erfolgte seine Wiederwahl.
Im Konsistorium vom 28. Juni 2018 nahm ihn Papst Franziskus als Kardinalpriester mit der Titelkirche San Gregorio Barbarigo alle Tre Fontane in das Kardinalskollegium auf. Am 6. Oktober desselben Jahres ernannte ihn der Papst zum Mitglied der Kongregation für die Evangelisierung der Völker. Die Besitzergreifung seiner Titelkirche fand am 23. Dezember 2018 statt. Am 6. Juni 2019 ernannte ihn Papst Franziskus zum Mitglied der Kongregation für das Katholische Bildungswesen.
Vom 5. Januar 2025 bis zum 10. August desselben Jahres verwaltete er zudem das vakante Bistum Fenoarivo Atsinanana als Apostolischer Administrator.